# Belisana bohorok
Belisana bohorok là một loài nhện trong họ Pholcidae. Loài này được phát hiện ở Malaysia, Sumatra và Borneo.